# Delegación del Gobierno en Andalucía
La Delegación del Gobierno en Andalucía es el organismo de la Administración pública de España, dependiente de la Secretaría de Estado para las Administraciones Territoriales, perteneciente al Ministerio de Política Territorial y Función Pública, encargado de ejercer la representación del Gobierno de España en la Comunidad Autónoma de Andalucía.
Su sede se encuentra en la ciudad de Sevilla, que también es sede de su respectiva subdelegación provincial.
El organismo está dirigido por un delegado, nombrado por el Gobierno, cuyas funciones, según el artículo 154 de la Constitución española, son las de dirigir la Administración del Estado en el territorio de la Comunidad Autónoma y la coordinará, cuando proceda, con la administración propia de la Comunidad.

## Sede
La sede de la Delegación del Gobierno de España en la Comunidad Autónoma de Andalucía se encuentra en la ciudad de Sevilla, por ser la capital conforme al Estatuto de Autonomía de Andalucía.

## Delegados del Gobierno en Andalucía
Desde la instauración de la Comunidad Autónoma de Andalucía, los distintos delegados del gobierno han sido:
| Delegados del Gobierno en Andalucía |                          |                          |                  |
| Delegado del Gobierno               | Nombramiento             | Cese                     | Partido Político |
| Félix Manuel Pérez Miyares          | 12 de febrero de 1982    | 3 de septiembre de 1982  | UCD              |
| José María Sanz-Pastor Mellado      | 3 de septiembre de 1982  | 29 de diciembre de 1982  | UCD              |
| Leocadio Marín Rodríguez            | 29 de diciembre de 1982  | 13 de noviembre de 1985  | PSOE             |
| Tomás Azorín Muñoz                  | 13 de noviembre de 1985  | 30 de abril de 1987      | PSOE             |
| Alfonso Garrido Ávila               | 7 de diciembre de 1987   | 2 de mayo de 1993        | PSOE             |
| Amparo Rubiales Torrejón            | 10 de septiembre de 1993 | 26 de enero de 1996      | PSOE             |
| Juan José López Garzón              | 26 de enero de 1996      | 17 de mayo de 1996       | PSOE             |
| José Torres Hurtado                 | 18 de mayo de 1996       | 2 de agosto de 2002      | PP               |
| Juan Ignacio Zoido Álvarez          | 2 de agosto de 2002      | 17 de abril de 2004      | PP               |
| José Antonio Viera Chacón           | 17 de abril de 2004      | 27 de agosto de 2004     | PSOE             |
| Juan José López Garzón              | 27 de agosto de 2004     | 15 de octubre de 2010    | PSOE             |
| Luis García Garrido                 | 15 de octubre de 2010    | 23 de diciembre de 2011  | PSOE             |
| Carmen Crespo Díaz                  | 23 de diciembre de 2011  | 21 de febrero de 2015    | PP               |
| Antonio Sanz Cabello                | 21 de febrero de 2015    | 19 de junio de 2018      | PP               |
| Alfonso Rodríguez Gómez de Celis    | 19 de junio de 2018      | 15 de marzo de 2019      | PSOE             |
| Jesús Lucrecio Fernández Delgado    | 15 de marzo de 2019      | 11 de febrero de 2020    | PSOE             |
| María Sandra García Martín          | 11 de febrero de 2020    | 30 de marzo de 2021      | PSOE             |
| Pedro Fernández Peñalver            | 30 de marzo de 2021      | Actualmente en el cargo. | PSOE             |

## Subdelegaciones del Gobierno en Andalucía
La Delegación del Gobierno cuenta, a su vez, con ocho subdelegaciones provinciales, con sede en sus respectivas capitales provinciales de las ocho provincias andaluzas. Cada subdelegación del Gobierno está dirigida por el subdelegado del Gobierno, dependiente orgánicamente del delegado del Gobierno. 
Los titulares de las Subdelegaciones se mencionan a continuación:
- Subdelegaciones del Gobierno en Almería: José María Martín Fernández[5]
- Subdelegaciones del Gobierno en Cádiz: Blanca del Pilar Flores Cueto[6]
- Subdelegaciones del Gobierno en Córdoba: Ana María López Losilla[7]
- Subdelegaciones del Gobierno en Granada: José Antonio Montilla Martos[8]
- Subdelegaciones del Gobierno en Huelva: María José Rico Cabrera[9]
- Subdelegaciones del Gobierno en Jaén: Manuel Ángel Fernández Palomino[10]
- Subdelegaciones del Gobierno en Málaga: Francisco Javier Salas Ruiz[11]
- Subdelegaciones del Gobierno en Sevilla: Francisco Toscano Rodero[12]